# Gare de Dannemarie – Velesmes
Gare de Dannemarie - Velesmes – przystanek kolejowy w Dannemarie-sur-Crète, w departamencie Doubs, w regionie Burgundia-Franche-Comté, we Francji.
Jest przystankiem kolejowym Société nationale des chemins de fer français (SNCF), obsługiwanym przez pociągi TER Franche-Comté, kursujące między Dijon, Besançon i Belfort.